# Лодзь-Відзев
Лодзь-Відзев (пол. Łódź Widzew) — третя за пасажирообігом залізнична станція та вузлова станція в Лодзі, розташована на лінії від Лодзь-Фабрична до Колюшок, у межах Лодзинської кільцевої залізниці. За класифікацією PKP має категорію агломераційної станції. Тут зупиняються всі швидкісні та пасажирські поїзди.

## Пасажиропотік
У 2017 році пасажиропотік склав 1,93 млн осіб (5,3 тис. на добу), що забезпечило їй 45 місце в Польщі.
У 2018 році пасажиропотік склав 2,48 млн осіб (6,8 тис. на добу), що забезпечило їй 33 місце в Польщі.
У 2019 році пасажиропотік склав 2,74 млн осіб (7,5 тис. на добу), що забезпечило їй 34 місце в Польщі.
У 2020 році пасажиропотік склав 1,72 млн осіб (4,7 тис. на добу), що забезпечило їй 31 місце в Польщі.
У 2021 році станція обслуговувала 6,6 тис. пасажирів на добу (загалом 2,41 млн осіб), що дало їй разом зі станцією Вейгерово 28 місце в країні.

## Історія
Фабрично-Лодзинська залізниця (сьогоднішня залізнична лінія № 17), на якій розташована станція, була побудована ще в 1865 році, але будівництво станції Лодзь-Відзев почалося лише в 1901 році, через 3 роки після будівництва кільцевої залізниці, та її введення в експлуатацію відбулося в 1903 році. З самого початку станція була одним із найважливіших елементів новоствореної об’їзної дороги, яка звільнила нинішній центр міста від залізничного сполучення, завдяки чому вона мала зв’язок із залізничними станціями Лодзь-Хойни та Лодзь-Каліска. Починаючи з 15 листопада 1931 р., окрім головної лінії, Відзев також мав пряме пасажирське сполучення зі Згежем (через Лодзь-Стокі, Лодзь-Радогощ і Лодзь-Артуровек) і Кутно (через Озоркув і Ленчицю), але було припинено в 1988 рік. Після приєднання Відзева до Лодзі в 1915 році назва станції була змінена на сучасну. У 1954–1970 роках лінію, що пролягала через станцію, поступово електрифікували. Це зайняло стільки часу, тому що Лодзь-Відзев має дуже розгалужену систему колій – на висоті станції наразі їх аж 16. Тоді кардинально змінилося оточення станції: раніше вона була розташована осторонь від більших населених пунктів (місто практично закінчувалося за 2 км на захід, на лінії кільцевої залізниці), в 1970-х рр. житловий масив Відзев-Схід.
У 1989 році була розібрана колія, що прямує через сортувальну гірцку, що належить станції. У 1993 році на південній стіні вокзалу відкрито меморіальну дошку на честь чотирьох розвідників, які загинули на цьому місці 4 вересня 1939 року. У 2003 році відбувся капітальний ремонт вокзалу, приводом для цього стало 100-річчя вокзалу. Тоді було знесено один із бічних корпусів (на його  місці споруджено автостоянку), а також відкрито ще одну пам’ятну дошку (цього разу на північній стіні, що виходить на перон) -- висловлення вдячності будівельникам станції та всім працівникам залізниці, які до неї причетні за 100 років її існування.

## Паровоз
До 2003 року на станційній платформі як пам'ятник стояв історичний паровоз Tkh 5376 «Ferrum», побудований в 1956 році на паровозобудівному заводі ім. Ф. Дзержинського в Хшанові, Фаблок з критим вагоном. Спочатку це був угорський вагон типу «Weitzer» 1910 року, що належав Польській асоціації любителів залізниці, з часом його перевезли до історичного локомотивного депо в Скерневиці. Його замінив інший критий тип, т. зв «Унра», що належить PKP. Характерна пам'ятка, що руйнується, зникла з платформи на початку 21 століття — нею володів власник однієї зі швейних компаній на місці колишньої фабрики "Анілана". З 2007 року локомотив знаходиться на колишньому заводі «Морфео» в Озоркові.

## Модернізація
7 січня 2010 року розпочалася капітальна реконструкція станції. За кілька місяців будівлю розширили. Зруйнований флігель перебудували, з’явився новий фасад із утепленням (зі збереженням оригінальної деталі), дах перекрили металочерепицею. Стару, зруйновану забудову навколо вокзалу та запущені чагарники прибрали, а на їх місці, обабіч вокзалу, облаштували 2 автостоянки на 150 місць кожна, стоянку таксі, автобусну кінцеву та транзитну зупинку. Для цього також було реконструйовано дорожню мережу (вул. Сервісова, Машинова та Августів). Будівля, вдвічі більша, ніж раніше, має місце для п’яти квиткових кас, автоматів з продажу квитків, зали очікування, кіоску, фуд-корту, туалетів для людей з обмеженими можливостями, туристично-інформаційного центру, камери схову та банкомату. Реконструкція станції була пов’язана з прийняттям залізничного руху на час будівництва підземної станції Лодзь-Фабрична. Модернізацію завершили 23 жовтня 2010 року.
У рамках другого етапу реконструкції лінії Лодзь-Варшава в липні 2012 року розпочато реконструкцію платформ (їх кількість зросла до 3, а країв платформи до 6), які повністю перекриті. Дістатися до них можна підземним переходом і ліфтами для інвалідів. Повністю замінено контактну мережу, засоби регулювання руху залізниці та телекомунікаційні пристрої. Кількість треків мало бути обмежено 10. Завдяки модернізації Łódź Widzew є найсучаснішим залізничним вокзалом у Лодзі після Лоздь-Фабричної.
З 2014 року тут розташовані технічні приміщення Лодзької агломераційної залізниці, де обслуговується її рухомий склад.
З 11 грудня 2016 року це одна з найважливіших станцій на маршрутах до станції Лодзь-Фабрична. Приблизно через 300 метрів після станції Łódź Niciarniana починається тунель, що проходить під центром Лодзі. Дорога між Новим Центром Лодзі та Відзевом тепер займає близько 10 хвилин.

## Транспорт
Можна доїхати такими маршрутами:
- Як проміжна зупинка: W, N1A, N1B
- Як кінцева зупинка: 69А, 69B, 82А, 82B

На значній відстані від вокзалу знаходиться трамвайна зупинка біля кільця Інвалідів, яка обслуговується лініями 6, 8A, 8B, 9, 10A, 10B, і автобусні зупинки — лінії: 64B, 80A, 80C, 201, 202, Z11, N5A, N5B. Система інформації про пасажирів містить назву станції разом із назвою зупинки.